# Endless Forms Most Beautiful
Endless Forms Most Beautiful é o oitavo álbum de estúdio da banda finlandesa de metal sinfônico Nightwish, que foi lançado em 27 de março de 2015 pela Nuclear Blast na Europa. É o primeiro trabalho de estúdio da banda a contar com a nova vocalista Floor Jansen, bem como o primeiro a ter Troy Donockley como membro oficial. É também o primeiro álbum sem o baterista Jukka Nevalainen, que teve de pausar suas atividades na banda temporariamente devido ao sofrimento de forte insônia, levando-o a se afastar tanto do álbum quanto de sua subsequente turnê. Todas as partes de bateria do álbum foram, consequentemente, desempenhadas por Kai Hahto do Wintersun e Swallow the Sun, embora Jukka ainda aparece como membro oficial no encarte; devido a isso, este álbum apresenta performances de apenas cinco membros do Nightwish, apesar de ser o primeiro álbum lançado com a banda sendo um sexteto.
Diferentemente do antecessor Imaginaerum, que tratava de imaginação e fantasia, Endless Forms Most Beautiful aborda questões da ciência e da razão, focando especificamente nas teorias evolucionárias de Charles Darwin e Richard Dawkins — este último participou do álbum, citando passagens de livros escritos pelo próprio. Os livros de ambos os autores influenciaram faixas específicas do disco, como "Endless Forms Most Beautiful", inspirada por The Ancestor's Tale; e "The Greatest Show on Earth", inspirada por O Maior Espetáculo da Terra - As Evidências da Evolução. Algumas faixas, contudo, ainda abordam temas fantasiosos, como "Edema Ruh", inspirada pela obra O Nome do Vento, de Patrick Rothfuss.
Musicalmente, foi considerado pelo tecladista e principal compositor Tuomas Holopainen como um trabalho mais pesado que os lançamentos anteriores da banda. Ele também evitou fazer uso dos vocais operáticos de Floor, pois isso não teria combinado com as faixas, optando então por fazê-la variar do sereno ao agressivo. Pelo quinto álbum consecutivo, a banda trabalhou com uma orquestra, tendo o maestro Pip Williams no comando pela quarta vez seguida.
A obra foi aclamada pela crítica, que elogiou a qualidade geral das faixas e o trabalho da recém-contratada Floor, e figurou em diversas paradas pelo mundo. O primeiro single do álbum, "Élan", foi lançado em 13 de fevereiro de 2015.  O segundo, a faixa-título, veio em 8 de maio do mesmo ano.

## Antecedentes
Após lançar Imaginaerum no final de 2011, a banda iniciou a Imaginaerum World Tour em janeiro do ano seguinte, ainda com Anette Olzon como vocalista e Troy Donockley apenas como músico de apoio. Em 28 de setembro, antes de um show em Denver, Anette passou mal e foi substituída por Elize Ryd (Amaranthe) e Alissa White-Gluz (The Agonist). No dia seguinte, fez sua última apresentação com o Nightwish em Salt Lake City. Um dia depois, postou em seu blog que não aprovou o fato de ter sido substituída por Elize e Alissa sem ser consultada antes e, passado mais um dia, saiu da banda. Naquele mesmo comunicado no qual informava a saída de Anette, a banda anunciava Floor Jansen como sua substituta até o fim da turnê.
Em outubro de 2013, já após o fim da turnê, o Nightwish anunciou a efetivação de Floor e Troy como membros oficiais. A primeira menção oficial ao álbum veio em maio de 2014, quando Tuomas postou em seu site oficial que o trabalho deveria estar pronto ao final de janeiro de 2015 e que os ensaios começariam em julho.

## Produção

### Conceito
O álbum foi inspirado principalmente pelo trabalho do naturalista Charles Darwin. Segundo Tuomas, a inspiração veio mais especificamente de uma citação do seu livro A Origem das Espécies, o qual inclui o termo correspondente ao título do álbum e que se refere à teoria de Darwin sobre a possibilidade de todos os seres vivos conhecidos terem um ancestral em comum:
| “ | Há grandeza nessa visão da vida, com seus vários poderes, ter sido originalmente soprada em poucas formas ou em uma; e que, ao passo que este planeta tenha girado de acordo com a lei fixa da gravidade, de um início tão simples formas infinitas mais belas e mais maravilhosas foram e continuam sendo evoluídas. | ” |

Outros títulos, como "Élan" e "The Greatest Show on Earth" foram considerados, mas Tuomas considerou o segundo muito "pomposo", então a banda eventualmente optou por "Endless Forms Most Beautiful".
Tuomas disse desejar que os fãs escutassem o álbum do começo ao fim, como fazem ao ver um filme, em vez de escutar as músicas aleatoriamente. Ele também disse que há um conceito "muito vago" no álbum: "É sobre beleza da vida, a beleza da existência, natureza, ciência". Comparando-o com Imaginaerum, ele disse: "O álbum anterior foi um tributo ao poder da imaginação. Endless Forms Most Beautiful seria um tributo igual à ciência e ao poder da razão".

### Composição
O álbum foi descrito como "mais focado na banda" pelos membros. Tuomas afirmou que Endless Forms Most Beautiful é mais pesado se comparado a seus dois antecessores, citando as canções "Weak Fantasy", "Yours Is an Empty Hope" e a faixa-título como exemplos. Floor o considerou um "álbum 100% Nightwish" com "um som mais voltado para a banda". Ela também disse que a banda foi direto dos ensaios para as gravações, "então toda a vibração da banda também foi colocada nas gravações". Troy afirmou: "[O álbum] é progressivo e sua perspectiva é definitivamente muito diferente de Imaginaerum [...] mas ainda é absolutamente Nightwish."
Como em todos os álbuns do Nightwish, Endless Forms Most Beautiful foi quase totalmente escrito por Tuomas. E como ocorre desde 2002, o vocalista e baixista Marco Hietala atuou como o compositor secundário. Desta vez, ele até teve algumas de suas letras usadas no álbum. Ao comentar as faixas após a gravação da primeira demo, Tuomas disse que "é muito cedo ainda para analisar o material mais de perto, mas o álbum explorará uma vez mais todas as pontas do espectro, trazendo o melhor dos recém-chegados Floor [Jansen] e Troy [Donockley]. E furtivamente o álbum acabou tendo um tema que o percorre." Tuomas compôs as faixas deste álbum concomitantemente às canções do seu primeiro álbum solo, Music Inspired by the Life and Times of Scrooge, lançado em abril de 2014; ele afirma ter trabalhado nas canções tarde da noite e de manhã, dizendo acreditar não ter composto nada para este álbum depois das 18h".
Floor considerou que "o estilo [do Tuomas] não mudou, é claro, mas há coisas que ele me escuta cantando assim como Troy e Marco, e você pode sentir que aquelas partes realmente encaixam, e ao mesmo tempo ele está me estimulando a fazer coisas novas, então eu vou também encontrar novos sons e fronteiras em meu som". Ela também relatou ter sido desafiada por Tuomas "a usar tudo que eu tenho a oferecer. Agudo, grave, suave, enfim, mas definitivamente coisas mais graves e coisas muito suaves e íntimas. Algo que mais por coincidência era algo que eu meio que sentia falta de fazer. Algo que eu não explorei muito e que Tuomas escreveu partes nas quais eu tenho que usar isso completamente, nas quais eu tenho que mergulhar nisso inteiramente. Estou muito feliz com o que saiu daquilo." Quando perguntada se haveria cantos operáticos no álbum, ela respondeu "sim, mas não muito" e que a banda testou vários estilos diferentes, com alguns vocais operáticos de apoio de vez em quando. Posteriormente, Tuomas confirmou tê-la desafiado por acreditar que sua voz se encaixaria tanto nas músicas mais pesadas quanto nas mais leves. Numa outra entrevista, ele disse que a banda chegou a experimentar com vocais operáticos, mas "não pareceu correto. Nós sentimos que essas histórias, essas canções, não requerem realmente esse estilo de canto. Pareceu a abordagem correta para todos nós, incluindo Floor, que nós deveríamos nos livrar disso em sua maior parte. É muito importante ser humilde perante as canções de modo que você não faça coisas só porque você pode — ou só para se exibir quando se fala em cantar, solar ou coisas assim."
Apesar de ter sido uma compositora e letrista em suas duas bandas principais, After Forever e ReVamp, Floor não participou da composição de Endless Forms Most Beautiful. Ela comentou: "Eu não sinto a necessidade de eu ser um membro escritor-compositor ativo, porque a música é muito boa. A questão é que as faixas e a música vão antes e não o meu ego querendo me juntar dessa forma. Mas se eu puder participar e adicionar algo com meus palpites criativos, é claro que eu adoraria isso. É claro, eu tenho energia criativa em mim que precisa sair de um jeito ou de outro, mas é aí que vem o ReVamp." Tuomas comentou que, contudo, ela traria "um monte de interpretações, alguns arranjos e uma energia positiva com certeza."
Troy falou de suas participações: "[Tuomas] escreve com partes desafiadoras, sabe, especialmente para a gaita irlandesa, porque ela é muito uma parte de um estilo e uma tradição, então para mim é sempre legal forçar as barreiras do instrumento. Mas não a um ponto de saturação, sabe, não é gaita o tempo todo em toda canção". O guitarrista Emppu Vuorinen afirmou logo após o início dos ensaios que "eu não sei se isso tem algo a ver com a idade — mas a necessidade de se exibir diminuiu ainda mais. É mais como se você quisesse fazer justiça à canção e não escorar seu negócio."

### Gravação
Tuomas, Marco e o engenheiro de áudio Tero "TeeCee" Kinnunen gravaram inicialmente uma demo com 12 faixas entre abril e março de 2014. A banda então iniciou os ensaios e as gravações finais nos meses seguintes em Eno, Finlândia, em uma cabana isolada em meio a colinas e árvores cobertas de neve. Um local ao qual a banda se referiu como um "acampamento de verão".
Ao comentar o ambiente de trabalho, Troy afirmou: "É difícil descrever a paz, a calmaria, a geologia, a biologia do lugar. [...] Eu nunca vi nada como isto. É um lugar maravilhoso." Floor afirmou que é "muito sensível com ambientes. Não me coloque no meio de uma cidade e... talvez num estúdio super luminoso e fantástico e me mantenha inspirada por semanas. Mas um ambiente como esse me mantém. Eu amo a natureza e eu amo a tranquilidade. Podemos trabalhar por horas e depois você pode relaxar." Marco comentou as diferenças de uma cabana como aquela para um estúdio de verdade e afirmou: "É legal, tudo armado e nós podemos gravar o que quisermos. Quando temos algo pronto, podemos gravar e ouvir. [...] Estúdios de verdade são mais seguros no sentido de que eles são à prova de som. Você não precisa se preocupar com ruídos externos. [Aqui], se há um trovão, você pode ouvi-lo na faixa vocal também." Floor também comentou: "Nós todos tínhamos nossas cabaninhas onde podíamos dormir ou ter um pouco de privacidade se nós quiséssemos, o que também nos permitia ter nossos esposos, filhos, amigos e afins nos visitando. Em uma das casas principais nós construímos um estúdio de ensaio, e no andar de cima dele o estúdio de gravação."
Em 6 de agosto de 2014, o baterista Jukka Nevalainen anunciou que não poderia mais participar do álbum nem da subsequente turnê por estar sofrendo de insônia. Ele continuaria cuidando de questões administrativas na banda, contudo. Seu substituto neste disco é Kai Hahto, baterista do Wintersun e Swallow the Sun, que também trabalhou como técnico de bateria do próprio Nightwish e é amigo pessoal de Jukka.
Em 24 de agosto, a banda anunciou em seu Facebook que as gravações de bateria estavam terminadas, com as gravações do baixo se encerrando em 1 de setembro. Anunciaram posteriormente também o término das gravações das guitarras e dos vocais. Tuomas ficou surpreso por ver as gravações prontas antes do fim do prazo, e disse que a velocidade pode ter sido facilitada pelo fato dos membros terem trabalhado mais como uma banda e por tudo ter sido bem ensaiado. Quando a banda começou a ensaiar as partes instrumentais, Floor permaneceu no estúdio acompanhando, dando mais tempo para a banda discutir os vocais detalhadamente — foi a primeira vez que uma vocalista do Nightwish acompanhou os ensaios desde o início, algo elogiado posteriormente por Marco. Em 28 de setembro, anunciaram sua saída do acampamento.
Para a parte orquestral, a banda trabalhou novamente com o maestro inglês Pip Williams, e Tuomas comentou que "esta deve ser a sexta ou sétima vez que estamos trabalhado com estas pessoas. Nós percebemos o que eles podem fazer durante esses anos. Então não é mais uma surpresa, mas também não parou de me surpreender. O nível de profissionalismo é simplesmente inacreditável. Mais importante, eles claramente gostam do que estão fazendo. Os caras com quem nós trabalhamos por mais de dez anos ainda estão à altura." Na ocasião, o grupo anunciou também uma participação especial do biólogo britânico Richard Dawkins no álbum. O próprio Tuomas entrou em contato com Richard por meio de uma carta escrita a mão, a qual Richard respondeu duas semanas depois por e-mail dizendo que nunca havia ouvido falar do Nightwish antes, mas ficou interessado após ouvir a algumas das canções na Internet. Suas partes foram gravadas por Michael Taylor no estúdio Hats Off em Oxford.
A mixagem do álbum foi feita por Tuomas e os antigos colaboradores Mikko Karmila e Tero Kinnunen. Em 29 de outubro, a banda anunciou o início da mixagem e, em 16 de dezembro, seu término. Ele foi então masterizado por Mika Jussila no estúdio Finnvox em janeiro de 2015.

## Informação das faixas
A faixa de abertura, "Shudder Before the Beautiful", abre com uma citação por Richard Dawkins e suas letras tratam da "beleza do mundo e tudo o que ele tem a oferecer". Ela lembra Tuomas dos álbuns Once e Oceanborn e traz um duelo entre ele e Emppu pela primeira vez em cerca de 15 anos.
"Weak Fantasy" foi composta principalmente por Marco e é considerada por Tuomas como a canção mais pesada no álbum. Suas letras, críticas à maneira como algumas religiões reestringem a vida das pessoas, foram também co-compostas por Marco, que contribuiu especificamente numa seção (de violões) da faixa originalmente instrumental, mas que eles consideraram como longa demais para não ter letra. Numa entrevista em 2016, ele comentaria mais sobre a faixa, dizendo que ela se trata de uma combinação "de uma canção interessante de metal com algumas partes interessantes que exploram o folk céltico com violões". Ao vivo, a mensagem "wake up or die" (acorde ou morra) é mostrada na tela atrás da banda. Troy explicou que a frase vem do filme Religulous, que ele e Tuomas adoram.
O primeiro single, "Élan", é sobre "o sentido da vida, que pode ser algo diferente para todos nós. É importante se render à 'queda livre' ocasional e não temer o caminho menos percorrido". Originalmente, ela ficaria de fora da lista de faixas final, mas Tuomas gostou mais dela quando a banda começou a trabalhar nela. Após uma sugestão de Troy ou Marco, ele substituiu "Edema Ruh" por ela como o primeiro single do álbum.
Tuomas estava inicialmente inseguro quanto a fazer "Yours Is an Empty Hope" (co-escrita por Marco e também considerada por ele como uma das mais pesadas do álbum), mas acabou fazendo-a porque o assunto era muito "inspiracional". Ele evitou explicar demais as letras porque não queria "arruinar" a interpretação das outras pessoas. Marco, contudo, disse em outra entrevista que a faixa trata da ideia de "viver o 'aqui e agora' em vez do 'depois'."
"Our Decades in the Sun" é uma balada em homenagem aos pais dos membros. Tuomas disse que ela foi "talvez a faixa mais difícil de fazer" por ser delicada e íntima — como efeito, os membros choraram ao ensaiá-la e gravá-la. "My Walden" é uma canção celta com um trabalho mais proeminente de Troy e foi considerada por Tuomas como uma continuação de "I Want My Tears Back" do Imaginaerum. A faixa título é inspirada pelo livro de Darwin, The Ancestor's Tale. "Edema Ruh" refere-se ao grupo de músicos e atores viajantes mencionados no livro de Patrick Rothfuss, O Nome do Vento. Foi uma das primeiras canções a serem escritas para o álbum. "Alpenglow" foi considerada por Tuomas como "a faixa definitiva do Nightwish".
"The Eyes of Sharbat Gula" é um instrumental originalmente planejado com letras. Tuomas se inspirou a escrever a canção alguns anos antes quando ele comprou uma edição da National Geographic que trazia uma reprodução da famosa foto da garota afegã. Tuomas explicou que a foto "causou um grande impacto em mim. Aqueles olhos, aqueles olhos selvagens, não domesticados e ao mesmo tempo destemidos e temerosos. Eu quero capturar a essência daquela foto em uma das canções". Originalmente, era para a faixa tratar de crianças nas guerras, mas Tuomas teve dificuldade com as letras devido à delicadeza do tema. Após um conselho de Troy, ele decidiu não usar nenhuma letra além de vozes distantes e um coral infantl. Ele considera a faixa como um intervalo entre o resto do álbum e a faixa de encerramento.
"The Greatest Show on Earth" é a faixa mais longa da carreira da banda e se refere à "vida e evolução por seleção natural". O título foi inspirado pelo livro de Richard Dawkins, O Maior Espetáculo da Terra - As Evidências da Evolução. Tuomas também disse que a banda dificilmente a tocará inteira ao vivo, mas eles pretendem apresentar uma "sessão de banda" existente no meio da canção. Ao vivo, fotos de pessoas são mostradas na tela atrás da banda; a maioria são fotos de bancos de imagens, mas algumas mostram parentes dos membros. Ele considerou a faixa como "a coisa mais ambiciosa que nós já fizemos" e disse que originalmente ela era ainda maior, com mais de 30 minutos de duração. Tuomas considera o álbum como sendo composto por "nove grandes atos de apoio, [...] um intervalo e então o ato principal", a faixa de encerramento. Marco também afirmou que ela "é provavelmente a culminação de tudo o que nós fizemos juntos".

## Faixas
Todas as letras escritas por Tuomas Holopainen exceto "Weak Fantasy" e "Yours Is an Empty Hope", co-escritas por Marco Hietala, todas as músicas compostas por Holopainen exceto onde indicado.
| N.º            | Título                                                                           | Compositor(es)      | Duração |  |
| 1.             | "Shudder Before the Beautiful" (Estremeça Diante do Belo (com Richard Dawkins))  | Holopainen          | 6:29    |  |
| 2.             | "Weak Fantasy" (Fantasia Fraca)                                                  | Holopainen, Hietala | 5:23    |  |
| 3.             | "Élan"                                                                           | Holopainen          | 4:44    |  |
| 4.             | "Yours Is an Empty Hope" (A Sua É uma Esperança Vazia)                           | Holopainen, Hietala | 5:38    |  |
| 5.             | "Our Decades in the Sun" (Nossas Décadas no Sol)                                 | Holopainen, Hietala | 6:37    |  |
| 6.             | "My Walden" (Meu Walden)                                                         | Holopainen, Hietala | 4:38    |  |
| 7.             | "Endless Forms Most Beautiful" (Infinitas Formas Mais Belas)                     | Holopainen          | 5:07    |  |
| 8.             | "Edema Ruh"                                                                      | Holopainen          | 5:15    |  |
| 9.             | "Alpenglow" (Arrebol)                                                            | Holopainen          | 4:46    |  |
| 10.            | "The Eyes of Sharbat Gula" (Os Olhos de Sharbat Gula)                            | Holopainen          | 6:03    |  |
| 11.            | "The Greatest Show on Earth" (O Maior Espetáculo da Terra (com Richard Dawkins)) | Holopainen, Hietala | 23:58   |  |
| Duração total: | Duração total:                                                                   | Duração total:      | 78:38   |  |

## Créditos
| A seguir estão listados os músicos e técnicos envolvidos na produção do álbum Endless Forms Most Beautiful. Todos os créditos retirados do encarte, exceto pelas especificações dos vocais de Marco e Troy. Nightwish - Floor Jansen – vocais - Marco Hietala – baixo, violão, vocais de apoio, vocais em "Weak Fantasy", "Yours Is an Empty Hope" e "The Greatest Show on Earth" - Troy Donockley – bouzouki, bodhrán, gaita irlandesa, tin whistle, vocais de apoio, vocais em "My Walden" - Emppu Vuorinen – guitarras - Tuomas Holopainen – teclados e piano - Todas as canções arranjadas por Troy Donockley, Kai Hahto, Marco Hietala, Tuomas Holopainen, Floor Jansen, Tero Kinnunen, Jukka Nevalainen e Emppu Vuorinen Participações especiais - Richard Dawkins – narração em "Shudder Before the Beautiful" e "The Greatest Show on Earth" - Kai Hahto – bateria - Pip Williams – arranjos orquestrais e de coral, condução - Ilona Opulska – assistente de Pip Williams - James Shearman – regência - Metro Voices – coro - Richard Ihnatowicz – preparação musical Equipe técnica - Tuomas Holopainen – produção, mixagem - Tero "TeeCee" Kinnunen – co-produção, engenharia de áudio, mixagem - Nightwish – co-produção - Mikko Karmilla, Tero Kinnunen – engenharia de áudio, mixagem - Steve Price – engenharia da orquestra - Jeremy Murphy – assistente da engenharia da orquestra - Jussi Tegelman – efeitos de som e ecos musicais em "The Toolmaker" - "Sea-Worn Driftwood" tem partes de Francesco Lupica's Cosmic Beam Experience - Mika Jussila – masterização - Janne & Gina Pitkänen – capa - Ville Juurikkala – fotografia da banda | Membros da Orchestre de Grandeur - Isobel Griffiths – maestro orquestral - Lucy Whalley – maestro orquestral assistente - Violinos – Perry Montague-Mason, Emlyn Singleton, Dermot Crehan, Patrick Kiernan, Mark Berrow, Rita Manning, Boguslaw Kostecki, Everton Nelson, Chris Tombling, Steve Morris, Jackie Hartley, Emil Chakalov, Pete Hanson, Jim McLeod, Sonia Slany - Violas – Peter Lale, Bruce White, Martin Humbey, Rachel Bolt, Andy Parker - Violoncelos – Martin Loveday, Dave Daniels, Jonathan Williams, Frank Schaefer, Paul Kegg - Contrabaixos – Chris Laurence, Steve Mair, Richard Pryce - Flauta, flautim – Andy Findon, Anna Noakes - Oboé, corne inglês – David Theodore - Clarinete soprano – Nicholas Bucknall - Clarinete soprano, clarinete baixo – Dave Fuest - Fagote, contrafagote – Julie Andrews - Trompas – Richard Watkins, Philip Eastop, Nigel Black - Trompetes – Phil Cobb, Mike Lovatt, Kate Moore - Trombones tenores – Mark Nightingale, Ed Tarrant - Trombones baixos – Andy Wood - Tuba – Owen Slade - Harpa – Skaila Kanga - Percussão étnica – Paul Clarvis, Stephen Henderson - Tímpano – Stephen Henderson - Percussão orquestral – Frank Ricotti, Gary Kettel Membros do Metro Voices - Jenny O'Grady – mestre de capela - Alexandra Gibson, Alice Fearn, Ann de Renais, Catherine Bott, Claire Henry, Deborah Miles Johnson, Eleanor Meynell, Emma Brain Gabbott, Grace Davidson, Helen Brooks, Jacqueline Barron, Jenny O’Grady, Joanna Forbes, Jo Marshall, Kate Bishop, Mary Carewe, Morag MacKay, Rosemary Forbes Butler, Sarah Eyden, Soophia Foroughi, Andrew Playfoot, Ben Fleetwood Smyth, Callum MacIntosh, David Porter Thomas, Gabriel Vick, Gerard O’Beirne, James Mawson, Lawrence Wallington, Lawrence White, Michael Dore, Neil Bellingham, Richard Henders, Robin Bailey, Stephen Weller, Steve Trowell, Tom Pearce Membros do The Children's Choir - Young Musicians London - Lynda Richardson – mestre de capela - Omar Ait el Caid, Bertie Beaman, Delphine Christou Hill, Oliver Cripps, Eleanor Grant, Rowan Hallett, Theo Harper, Jane Jones, Asha Lincogle-Gabriel, Jenson Loake, Celine Markantonis, Kaela Simi Masek, Robert Masek, Marguerite Moriarty, Andrew Morton, Akinoluwa Olawore, Modadeogo Olawore, Christopher Sabiski, Alistair Spencer, George Webb |

## Lançamento e recepção
Endless Forms Most Beautiful foi lançado ao final de março de 2015. Primeiramente no Japão, no dia 25; depois na Europa e na Argentina, em 27 de março; no Reino Unido em 30 de março e por fim nos Estados Unidos no dia seguinte. Além da edição regular com 11 faixas, lançada fisicamente e como download digital, o álbum foi lançado em versões LP de diferentes cores, uma versão em livro digital com um CD extra com versões instrumentais de todas as faixas, um earbook com dois CDs extras (um com versões instrumentais e outro com versões orquestrais das faixas) e um earbook incluindo um LP bônus.

### Recepção da crítica
| Críticas profissionais  | Críticas profissionais |
| Avaliações da crítica   | Avaliações da crítica  |
| Fonte                   | Avaliação              |
| ----------------------- | ---------------------- |
| About.com               | [ 43 ]                 |
| Blabbermouth.net        | [ 44 ]                 |
| Dangerdog Music Reviews | [ 45 ]                 |
| Metal Storm             | [ 46 ]                 |
| Metal Injection         | (positiva)             |
| The Guardian            | [ 48 ]                 |
| Ultimate Guitar         | [ 49 ]                 |
| RockRevolt              | [ 50 ]                 |

Endless Forms Most Beautiful recebeu críticas positivas ao ser lançado. Dom Lawson, do jornal inglês The Guardian considerou que o fato da banda ter apostado em uma temática menos fantasiosa traz elementos que "resultam na gravação mais ambiciosa e segura da banda até hoje" e apontou Tuomas como responsável pela qualidade do disco, na posição de principal compositor. Sobre Floor, Dom disse que ela atinge "um bom equilíbrio entre acrobacias operáticas e limites francos e cheios de alma, mais notoriamente na brlhante e pegajosa Élan." A revista Metal Storm o considerou "um belo álbum de canções incríveis" que "não tenta ser uma tentativa superior de grandiosamente anunciar uma nova era para a banda. É simplesmente um grande álbum. E isso foi uma manobra esperta." A revista também elogiou os vocais de Floor e como ela desafiou sua voz se comparado a seus trabalhos anteriores, mencionando como ela usa "o lado sereno e doce, os baixos, a serenada silenciada, bem como um lado ainda mais rasgado."
Escrevendo para o Metal Injection, Solomon Encina o considerou o álbum mais realizado do Nightwish, embora tenha detectado reptitividade em faixas como "Élan", "Alpenglow" e "Endless Forms Most Beautiful" e tenha sentido falta de elementos novos. Craig Hartranft, fundador do Dangerdog Music Reviews, afirma: "O novo álbum do Nightwish, Endless Forms Most Beautiful, é bastante formidável. [...] Este é o Nightwish que você conhece e ama: arranjos de tirar o fôlego pareados com orquestração massiva e belos vocais." A equipe da Ultimate Guitar afirma ter precisado de algumas audições para entender realmente o álbum, dando como análise final: "[Endless Forms Most Beautiful é] provavelmente o mais completo e bem escrito álbum do catálogo do Nightwish." A resenha também considera "The Greatest Show on Earth" pretensiosa no título, mas "mais próxima da verdade do que o Nightwish nunca esteve antes."
Em 2021, o álbum foi eleito pela Metal Hammer como o 3º melhor álbum de metal sinfônico de todos os tempos.

### Desempenho nas paradas
| Parada (2015)                         | Melhor posição |
| ------------------------------------- | -------------- |
| Austrália (ARIA)                      | 16             |
| Áustria (Ö3 Austria Top 40)           | 4              |
| Bélgica (Ultratop Flandres)           | 14             |
| Bélgica (Ultratop Valônia)            | 15             |
| Canadá (Billboard)                    | 13             |
| República Tcheca (ČNS IFPI)           | 1              |
| Dinamarca (Hitlisten)                 | 21             |
| Países Baixos (Dutch Charts)          | 3              |
| Finlândia (Suomen virallinen lista)   | 1              |
| França (SNEP)                         | 12             |
| Alemanha (Offizielle Deutsche Charts) | 2              |
| Hungria (MAHASZ)                      | 2              |
| Irlanda (IRMA)                        | 21             |
| Itália (FIMI)                         | 18             |

| Parada (2015)                         | Melhor posição |
| ------------------------------------- | -------------- |
| Japão (Oricon)                        | 31             |
| Japão (Billboard Japan)               | 29             |
| Nova Zelândia (RMNZ)                  | 32             |
| Noruega (VG-lista)                    | 3              |
| Polónia (ZPAV)                        | 10             |
| Portugal (AFP)                        | 21             |
| Espanha (PROMUSICAE)                  | 13             |
| Suécia (Sverigetopplistan)            | 3              |
| Suíça (Schweizer Hitparade)           | 2              |
| Reino Unido (Official Albums Chart)   | 12             |
| Reino Unido (Rock & Metal Albums)     | 1              |
| Estados Unidos (Billboard 200)        | 34             |
| Estados Unidos (Top Rock Albums)      | 8              |
| Estados Unidos (Top Hard Rock Albums) | 4              |